# Dave Zeller
David A. "Dave" Zeller (New Carlisle, Ohio, 8 de junio de 1939-Toledo, Ohio, 3 de septiembre de 2020) fue un jugador de baloncesto estadounidense que disputó una temporada en la NBA. Con 1,85 metros de estatura, jugaba en la posición de base.

## Trayectoria deportiva

### Universidad
Jugó en su etapa universitaria con los RedHawks de la Universidad de Miami (OH), siendo elegido en 1960 en el segundo mejor quinteto de la Mid-American Conference, tras promediar 12,9 puntos por partido, y en el primero al año siguiente, en el que lideró la conferencia en anotación con 22,3 puntos por encuentro.

### Profesional
Fue elegido en la sexagésimo primera posición del Draft de la NBA de 1961 por Cincinnati Royals, con los que jugó una temporada, en la que fue el último hombre del banquillo, promediando 1,5 puntos y 1,0 asistencias por partido.

## Estadísticas de su carrera en la NBA

### Temporada regular
| Temporada | Edad | Equipo            | Liga | P  | TIT | MIN | TC  | TCA | %TC  | 3P | 3PA | %3P | TL  | TLA | %TL  | R.OF. | R.DEF. | REB | ASIS | ROB | TAP | PER | FP  | PTS |
| 1961-62   | 22   | Cincinnati Royals | NBA  | 61 |     | 4.6 | 0.6 | 1.7 | .353 |    |     |     | 0.3 | 0.4 | .750 |       |        | 0.4 | 1.0  |     |     |     | 0.6 | 1.5 |
| Total     |      |                   | NBA  | 61 |     | 4.6 | 0.6 | 1.7 | .353 |    |     |     | 0.3 | 0.4 | .750 |       |        | 0.4 | 1.0  |     |     |     | 0.6 | 1.5 |

### Playoffs
| Temporada | Edad | Equipo            | Liga | P | MIN | TCA | TC | 3PA | 3P | TLA | TL | R.OF. | REB | ASIS | ROB | TAP | PER | FP | PTS | %TC  | %3P | %FT | MIN | PTS | REB | AST |
| 1961-62   | 22   | Cincinnati Royals | NBA  | 2 | 5   | 1   | 2  |     |    | 0   | 0  |       | 1   | 1    |     |     |     | 0  | 2   | .500 |     |     | 2.5 | 1.0 | 0.5 | 0.5 |
| Total     |      |                   | NBA  | 2 | 5   | 1   | 2  |     |    | 0   | 0  |       | 1   | 1    |     |     |     | 0  | 2   | .500 |     |     | 2.5 | 1.0 | 0.5 | 0.5 |